# Adriana Barraza
Adriana Barraza (ur. 5 marca 1956 w Toluce) – meksykańska aktorka i reżyserka, nominowana do Oscara za rolę w filmie Babel.

## Filmografia

### Filmy fabularne
- 2010: I zapadła ciemność (And Soon the Darkness) jako Rosamaria
- 2010: Burning Palms jako Louisa
- 2009: Krzyk mody (Rage) jako Anita de Los Angeles
- 2009: Tres piezas de amor en un fin de semana jako Sofía
- 2009: Wrota do piekieł (Drag Me to Hell) jako Shaun San Dena
- 2008: Henry Poole powrócił (Henry Poole Is Here) jako Esperanza
- 2007: ...Y solo humo jako Toña
- 2006: Babel jako Amelia
- 2000: Amores perros jako Matka Octavio'a
- 1999: La Paloma de Marsella
- 1999: La Segunda noche jako Mama Lulu i Laury
- 1998: Pierwsza noc mego życia (La Primera noche de mi vida) jako Matka Brunona
- 1993: Las cosas simples

### Seriale telewizyjne
- 2008: Tiempo final
- 2008: CSI: Kryminalne zagadki Miami (CSI: Miami) jako Carmen Delko
- 2007: Ostry dyżur (ER) jako Dolores Salazar
- 2003: Clase 406 jako Mabel
- 2000: Locura de amor jako Soledad Retana
- 1998: Vivo por Elena jako Hilda 'La Machin'
- 1997: Rozwinąć skrzydła  (Alguna vez tendremos alas) jako Clara Domínguez
- 1996: La Culpa jako Trabajadora Social
- 1995-2003: Mujer, casos de la vida real
- 1995: La Paloma jako Madre clara
- 1995: Bajo un mismo rostro jako Elvira
- 1995: Imperio de cristal jako Flora

### Reżyser
- 2002: Cómplices al rescate
- 2001: Wiosenna namiętność (El Manantial)
- 2001: Aventuras en el tiempo
- 2000: Locura de amor
- 1999: Nigdy cię nie zapomnę (Nunca te olvidaré)
- 1995: Las alas del pez
- 1985: Mujer, casos de la vida real